# Amos Milburn
Amos Milburn (teljes nevén Joseph Amos Milburn, Jr. (Houston (Texas állam), 1927. április 1. – Houston (Texas állam), 1980. január 3.) afroamerikai  rhythm and blues, boogie-woogie és jump blues énekes és zongorista volt.  Igazán az 1940-es és 1950-es években volt népszerű.

## Életpályája
Houstonban született, egy tizenhárom gyermekes családban.  Ötéves  korában kezdett zongorázni. 15 éves korában az USA haditengerészetéhez került és a Fülöp-szigeteknél 13 csillagos elismerésben részesült. miután visszatért Houstonba, egy 16 tagú együttest alakított és éjszakai klubokban játszott.  Menedzserei William & Geneva Church voltak. 1946-ban felkeltette a Los Angeles-i Aladdin Records lemezkiadó figyelmét, amelynél  8 éven át jelentek meg a lemezei, szám szerint több, mint 75. Figyelemre méltó az 1946-os "Down the Road a Piece című felvétele, amely a blues és texasi boogie-woogie keveréke volt. Az erős beat Milburn több más felvételeit is (pl. Chicken Shack Boogie) a rock and rollhoz közelítette. Milburn korai felvételei nem váltak népszerűvé, míg 1949-ben 7 kislemeze me nem jelent az R & B-listákon.  A "Hold Me Baby" és a "Chicken Shack Boogie" a 8. és 9. helyen landoltak a Billboard 1949-es évi sikerlistáján.
Ezt követően Los Angelesben a Central Avenue-n szerepelt sikerrel. Sokat turnézott és több elismerést kapott, mind Down Beat magazintól (Best Blues and Jazz Star), mind a Billboard magazintól (Top R&B Artist). 1950 folyamán Milburn "Bad, Bad, Whiskey" című felvétele az  R&B lemezlisták élén állt. Bár ő maga nem volt alkoholista, ezt követően sikerre vitte Rudy Toombs több dalát, amely az ivással foglalkozott. Ezek közül kiemelkedik a One Scotch, One Bourbon, One Beer (1953), a "Thinking and Drinking" és a "Trouble in Mind". Milburn hamarosan feloszlatta a combóját és 1956-ig tartó szólókarrierbe kezdett, illetve Charles Brownnal együtt lépett fel. 1957-ben azonban  Milburn felvételei az Aladdin Records-nál nem fogytak jól és a kiadó – egyéb problémái miatt – megszűnt. Más kiadóknál (pl. Ace Records)  próbálta visszanyerni népszerűségét, de láthatóan az idő eljárt felette.  d
Milburn kétszer szerepelt az  R&B Yuletide-n: először 1949-ben  "Let's Make Christmas Merry, Baby", című dalával (kiadta: Aladdin Records), második alkalommal 1960-ban a "Christmas (Comes but Once a Year)" című dallal (kiadta: King Records). Ez a dal egyébként megjelent Brown klasszikus karácsonyi dalának, a "Please Come Home for Christmas"-nak a b-oldalaként is..
Milburn a legutolsó lemezeit Johnny Otisszal készítette el 1972-ben – Milburn stroke-on esett át és a bal kéz szólamát Otis játszotta régi barátja helyett. A második stroke után amputálni kellett az egyik lábát keringési problémák miatt. A harmadik stroke következtében, 52 éves korában hunyt el.

## Hatása
Milburn az egyik volt a második világháborút közvetlenül követő években a legjobb texasi blues- és boogie-woogie előadóknak. . 
Milburn az egyike volt az elsőknek, akik áttértek a kifinomultabb dzsessz-hangszerelésről a harsányabb jump blues hangzásra.
Energikus stílusa nagy hatással volt  Little Willie Littlefieldre, Floyd Dixonra és tanítványára, Fats Dominóra.

## Diszkográfia

### Válogatott felvételei
- "Amos Blues" – 1946
- "Down the Road a Piece" – 1947
- "Chicken Shack Boogie" – 1948
- "A&M Blues" – 1948
- "Bewildered" – 1948
- "Hold Me, Baby" – 1949
- "In the Middle of the Night" – 1949
- "Roomin' House Boogie" – 1949
- "Let's Make Christmas Merry, Baby" – 1949
- "Bad, Bad, Whiskey" – 1950
- "Thinkin' And Drinkin" – 1952 – written by Rudy Toombs
- "Trouble in Mind" – 1952
- "Let Me Go Home, Whiskey"[14] – 1953 – written by Shifty Henry
- "One Scotch, One Bourbon, One Beer" – 1953 – also written by Rudy Toombs
- Rockin' The Boogie – (10-inch LP) – 1955

### Nagylemezei
- Let's Have A Party – 1957 – Score Records
- A Million Sellers –  1962 – Imperial Records
- The Return of the Blues Boss – 1963 – Motown Records

### Válogatásalbumok
- The Best of Amos Milburn: Down the Road Apiece – (CD – 1994 – EMI America Records
- The Complete Aladdin Recordings of Amos Milburn – (CD box set) – 1994 – Mosaic Records
- Blues, Barrelhouse & Boogie Woogie – (CD box set) – 1996 – Capitol Records[13]
- The Best of Amos Milburn – (CD) – 2001 – EMI-Capitol Special Markets
- The Original Sound of Charles Brown & Amos Milburn{with Jackie Shane-Bob Marshall & The Crystals}Lp 1955? On Pickwick/Grand Prix Series, Pickwick International Inc.

## Fordítás
- Ez a szócikk részben vagy egészben  az   Amos Milburn című angol Wikipédia-szócikk fordításán alapul.  Az eredeti cikk szerkesztőit annak laptörténete sorolja fel. Ez a jelzés csupán a megfogalmazás eredetét és a szerzői jogokat jelzi, nem szolgál a cikkben szereplő információk forrásmegjelöléseként.

## További információ
- Amos Milburn az Internet Movie Database-ben (angolul)
- Amos Milburn biography
- Expanded biography at Earthlink.net